# Добрино
Добрино (на македонска литературна норма: Добрино; на албански: Dobrina) е село в община Зелениково на Северна Македония.

## География
Селото е разположено в областта Торбешия в северното подножие на планината Голешница. Селото се дели на три части – Долно, Средно и Горно Добрино.

## История
В XIX век Добрино е село в Скопска каза на Османската империя. Според статистиката на Васил Кънчов („Македония. Етнография и статистика“) от 1900 година Добрино е населявано от 240 жители арнаути мохамедани.
След Междусъюзническата война в 1913 година селото попада в Сърбия.
На етническата си карта от 1927 година Леонард Шулце Йена показва Добрина (Dobrina) като албанско село.
Според преброяването от 2002 година селото има 90 жители – 89 албанци и 1 друг.